# 빌림비
빌림비는 괭이밥과의 식물이다. 

## 특징
빌림비는 높이가 최대 15m까지 자라는 작은 열대나무이다. 종종 여러 줄기로 나누어져서 빠르게 여러 갈래로 갈라진다, 빌림비 잎은 어긋나고 우상모양으로 갈라지며 길이가 약 30~60cm이다. 각 잎에는 11~37개의 작은 잎이 들어있다. 작은 잎은 난형에서 장방형이며 길이는 2~10cm, 너비는 1~2cm이고 가지 끝에 모여있다. 잎은 스타베리의 잎과 매우 비슷하다. 이 나무는 줄기와 다른 가지에 형성되는 원추꽃차례에 18~68개의 꽃이 피는 꽃술이 있는 꽃부리이다. 꽃은 이형꽃차례로 처진 원추꽃차례에 핀다. 꽃은 향기롭고 꽃잎이 5개이다. 길이는 10~30mm이며 황록색에서 붉은 보라색까지 다양하다. 
열매는 타원형이고 길쭉하다. 길이는 약 4~10cm이고 때로는 약간 5각형을 이룬다. 껍질은 매끄럽거나 약간 울퉁불퉁하며 앏고 납작하다. 익으면 밝은 녹색에서 황록색으로 변한다. 살은 바삭바삭하고 즙은 신맛이 난다. 

## 갤러리

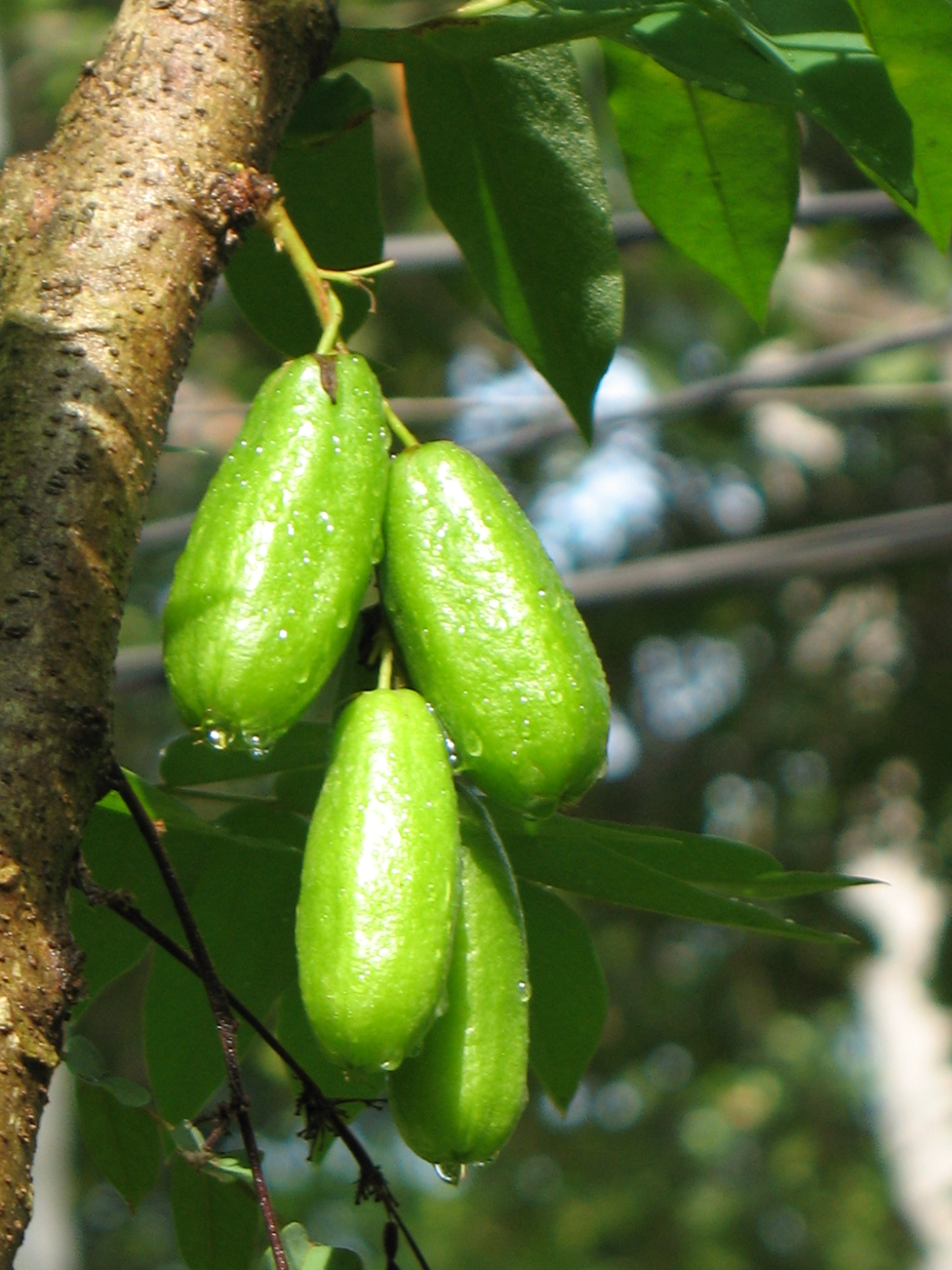
열매
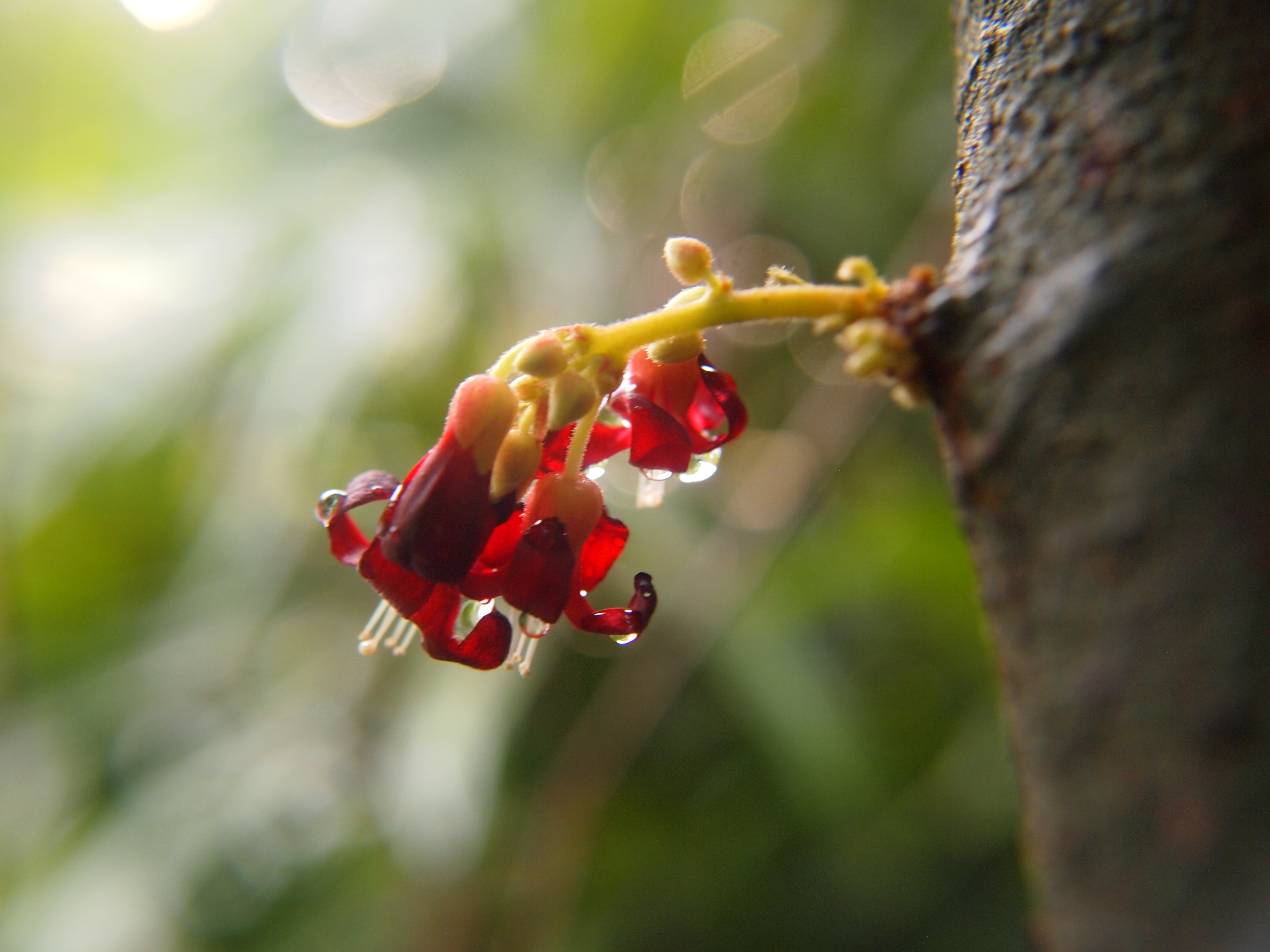
꽃